# Bakhchisaraysky fontan
Bakhchisaraysky fontan é um filme russo de 1909 dirigido por Yakov Protazanov.

## Enredo
O Khan Giray da Criméia traz uma menina Maria para o harém, o que causa ciúme de Zarema, que ama Khan mais do que qualquer outra coisa. Zarema fala sobre isso com Maria, que anseia por liberdade e entende que isso só é possível depois da morte. Khan, ao saber da morte de Maria, dá a ordem de executar Zarema e construir uma fonte de lágrimas.

## Elenco
- Mariya Korolyova
- Yelizaveta Uvarova